# イバン・バジウ
イバン・バジウ・カンペニー（Iván Balliu Campeny 、1992年1月1日 - ）は、スペイン・カタルーニャ州ジローナ県カルデス・デ・マラベーリャ出身のプロサッカー選手。ラ・リーガ・ラージョ・バジェカーノ所属。アルバニア代表。ポジションはディフェンダー。

## クラブ経歴

### バルセロナ
2004年、12歳でFCバルセロナのカンテラに入団。2010–11シーズンにFCバルセロナBに昇格。

### アロウカ
2013年5月30日、契約満了によりバルセロナを退団。1ヶ月後、ポルトガルのFCアロウカと2年契約を結んだ。9月1日のリオ・アヴェFC戦で加入後初出場。

### メス
2015年7月17日、FCメスと2年契約を結んだ。10月16日のクレルモン・フット戦でプロ初ゴールを挙げた。

### アルメリア
2019年8月12日、UDアルメリアと2年契約を結んだ。

### ラージョ・バジェカーノ
2021年7月14日、ラ・リーガに昇格したラージョ・バジェカーノに移籍し、3年契約を結んだ。

## 代表歴
父方のルーツにアルバニアを持つため、2016年10月のインタビューでアルバニア代表入りの可能性について語っていた。2017年8月、アルバニア市民権を取得。これによりアルバニア代表としての出場が可能になった。程なくしてクリスティアン・パヌッチ監督が2018 FIFAワールドカップ・ヨーロッパ予選・リヒテンシュタイン戦とマケドニア戦のメンバーに招集した。10月のスペイン戦で初キャップ。
UEFA EURO 2024に選出